# 천세광
천세광(본명: 천세봉, 본명 한자: 千世鳳, 1904년 3월 7일 ~ 1964년 2월 28일)는 대한민국의 성결교 목사이다. 우렁찬 목소리로 설교를 하여 별명은 대포(大砲)이다.

## 천세광 목사의 약력
- 1904. 3. 7. 경북 군위군 소보면 보촌에서 천기선의 장남으로 출생[2]
- 1918. 3. 군위공립보통학교 2학년 편입[3]
- 1920. 2. 군위공립보통학교 우등 졸업[4]
- 1920. 3. 보성중학교 입학[5]
- 1921. 3. 양정고등보통학교 입학[6]
- 1923.  양정고등보통학교 중퇴[7]
- 1925. 2. 경서성서학원 입학 (이성봉 목사와 동기)
- 1926. 6·10 만세운동으로 서대문 형무소 수감, 보안법(保安法) 위반으로 징역 8개월, 집행유예 3년을 선고받음.[8]
- 1926. 7. 석방[9]
- 1928. 4. 경서성서학원 졸업[10]
- 1928. 10. 조치원교회 담임 부임 (1928. 10. 26 ~ 1932. 3. 30)
- 1932. 4. 김해읍교회 부임 (~1934. 5. 13)[11]
- 1933. 4. 제1회 성결교회 창립총회에서 목사 안수 받음
- 1934. 5. 제2회 총회에서 천세광은 일본 동경성결교회(現 동경기독교회) 주임목사로 파송: 그러나, 항일운동경력을 이유로 일본 경찰의 감시와 박해를 받아 정상사역이 불가능해 4개월만인 1934년 8월 조선으로 귀국함
- 1934. 7. 일본 동경에서 천세광 목사가 문서선교를 위해「嶺南聖報」(영남성보) 발행[12]
- 1935. 2. 경주교회 담임 부임
- 1939. 부산교회 담임 부임
- 1940. 삼천포교회 덤암 부임
- 1940. 6. 신사참배 거부로 수감[13]
- 1943. 5. 성결교회 교역자 일제 검속으로 수감[14]
- 1944. 2. 대구형무소에서 9개월간 옥고를 치르고 기소유예로 출감[15]
- 1945. 8. 11. 일제의 사상범 예비 검속 때 다시 구금됨
- 1945. 8. 15. 해방으로 출감[16]
- 1945. 9. 5 군위교회에서 전국 성결교회 중 가장 먼저 재건예배를 드림.[17]
- 1946. 4. 목포교회 부임 및 도서전도대를 조직하여 호남지역 복음화에 주력함[18]
- 1953. 동양선교회의 적극적인 후원에 힘입어 피난지 부산에서 십자군 전도대를 재조직하고 제3대 십자군 전도대 대장을 맡아 충주를 중심으로 원주, 안동, 의성, 보촌, 묵호 등에 교회를 개척하며 36년 교역생활 중에 76,294명 결신자와 38개 교회 신개척함
- 1964. 2. 28 자택에서 소천[19]

## 천세광 목사의 목회 인생
경주교회(1925년), 조치원교회(1928년), 김해제일교회(1932년), 동경성결교회(1934년), 경주교회(1935년), 부산교회(1939년), 삼천포교회(1940년), 광주교회(1942년), 군위교회(1945년), 목포교회(1946년), 천안교회(1948년) 영도교회(1951년~1953년), 십자군전도대장(1953년), 희년기념관장(1957년) 등에서 목회와 전도 사역을 하였다. 광복 후 기독교대한성결교회 교단재건준비위원회의 위원장에 선출되었다. 서울신학대학교를 재건하고 이사로서 학교 발전을 위해 헌신적인 노력을 하였다.

## 같이 보기
- 기독교대한성결교회
- 한국의 성결교회